# Birgithe Kosović

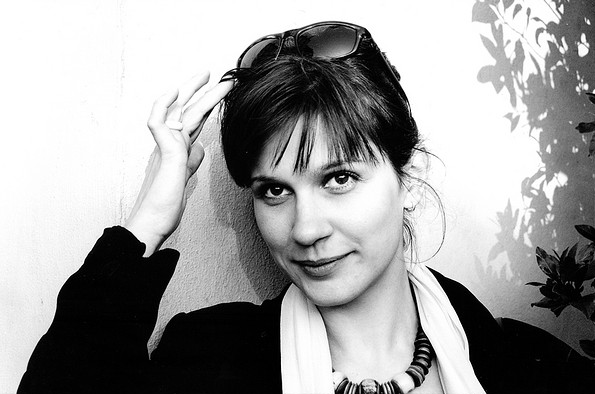
Birgithe Kosović (2007)

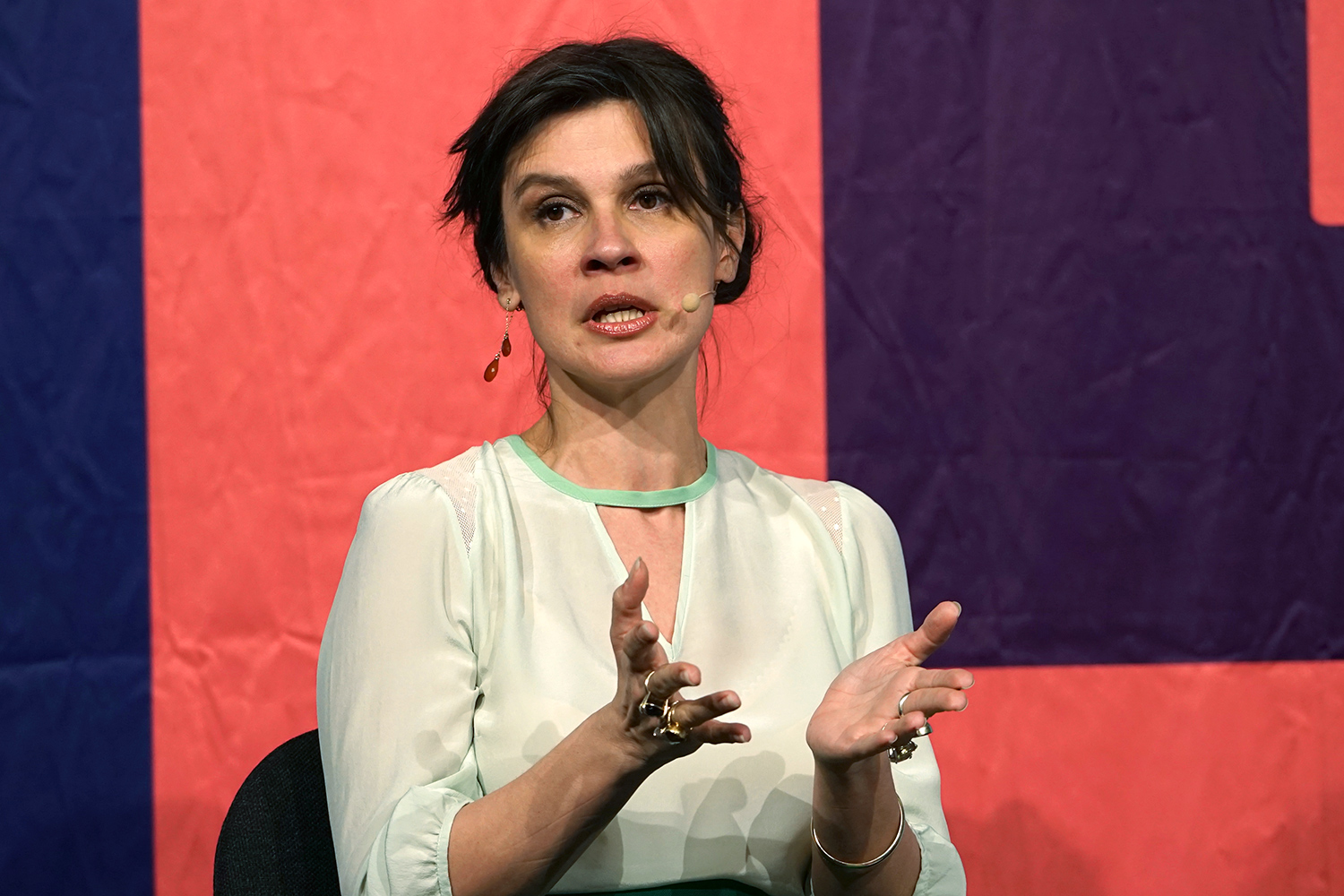
Birgithe Kosović (2019)

Birgithe Kosović (* 22. März 1972 in Albertslund, Dänemark) ist eine dänische Schriftstellerin.

## Leben
Birgithe Kosović ist die Tochter eines Serben und einer Dänin. Ihr Vater stammt aus dem kroatischen Dubrovnik und wollte mit Umweg über Dänemark 1970 in die USA auswandern. Sie studierte Dänisch an der Universität Kopenhagen und arbeitete anschließend als Journalistin, unter anderen für die Dagbladet Information, Månedsbladet Press und das norwegische Morgenbladet.
Mit dem Roman Legenden om Villa Valmarana debütierte Kosović 1997 als Schriftstellerin beim Kopenhagener Verlag Gyldendal. Mit ihrem zweiten 1999 erschienenen Roman Om natten i Jerusalem hatte sie ihren ersten großen Erfolg. Wie ihr erstes Buch ist auch dieses im Stile des Magischen Realismus verfasst. Es wurde in mehrere Sprachen übersetzt, darunter ins Spanische, Italienische, Französische, Griechische und Schwedische. In deutscher Sprache erschien das Buch nach einer Übersetzung von Verena Reichel unter dem Titel Nachts in Jerusalem im Münchener Goldmann Verlag.
Ihren bisher größten Erfolg feierte sie 2010 mit ihrem semibiografisch inspirierten Roman Det dobbelte land. Anhand der Geschichten ihres Vaters und der eigenen Familie recherchierte sie mehrere Jahre lang an der Geschichte und erlernte dabei Kroatisch, um die Literatur ihrer Vorfahren lesen zu könne. Geprägt von der Flucht während des Kroatienkrieg schrieb Kosović ein Drama über Rache, Tod und Folter im Krieg. Für das Buch wurde sie mit dem 100.000 DKK dotierten Weekendavisens litteraturpris, den mit 25.000 DKK dotierten DR Romanpreis und den mit 300.000 DKK dotierten Danske-Bank-Literaturpreis ausgezeichnet.

## Werke (Auswahl)
- Legenden om Villa Valmarana (1997)
- Om natten i Jerusalem (1999; Deutsch: Nachts in Jerusalem, Goldmann Verlag, München 2003, ISBN 3-442-72690-5)
- Det dobbelte land (2010)